# تعليم إلزامي

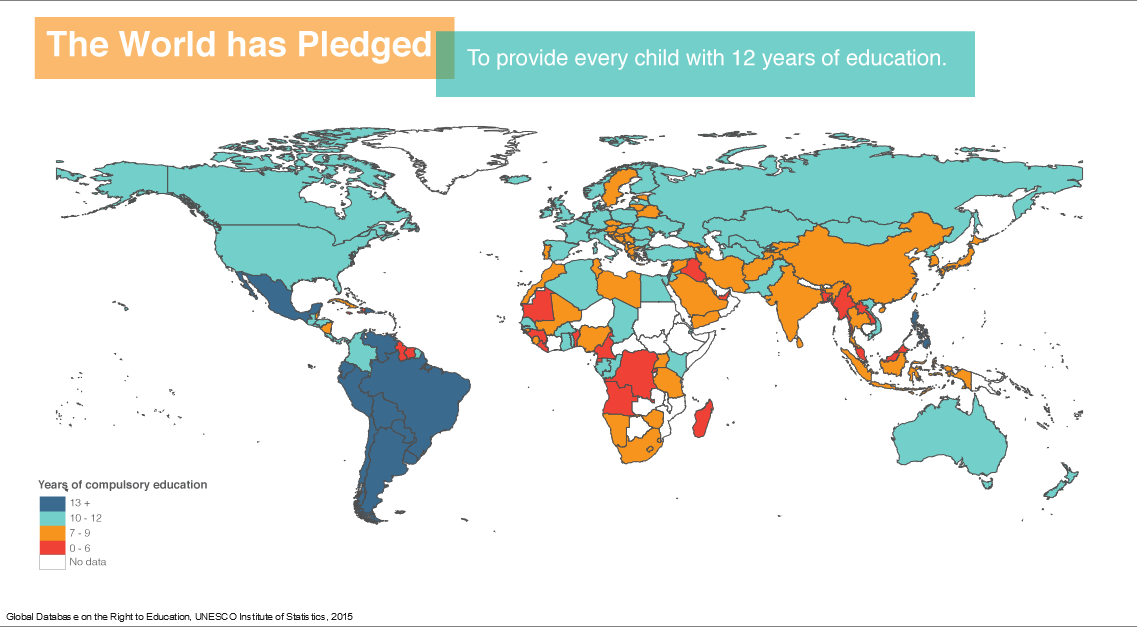

التعليم الإلزامي يشير إلى فترة التعليم اللازمة لكل شخص.

## من العصر القديم إلى العصور الوسطى
على الرغم من أن فضل انتشار مفهوم التعليم الإلزامي في الفكر الغربي يرجع إلى كتاب أفلاطون الجمهورية، كان كل ولي أمر في يهودية منذ العصور القديمة ملزمًا بتعليم أطفاله على الأقل بصورة غير رسمية. وعلى مر القرون، ومع تطور المدن والبلدات والقرى طالبت فئة من المعلمين يُطلق عليهم الحاخامات بتطوير التعليم. ووفقًا لما جاء في التلمود (رسالة بافا باترا21 أ)، التي تمدح الحكيم يشوع بن جملا لتأسيسه التعليم اليهودي الرسمي في القرن الأول، أسس بن جملا المدارس داخل كل بلدة وجعل التعليم إلزاميًا بصورة رسمية من سن 6 أو 7 سنوات.
ويُعد تحالف آزتيك الثلاثي، الذي حكم من 1428 حتى 1521 فيما يعرف الآن بـالمكسيك الوسطى، يعد أول دولة تُنفذ نظام التعليم الإلزامي الشامل.

### أوائل العصر الحديث
أثناء الإصلاح في 1524، دعا مارتن لوثر لتطبيق التعليم الإلزامي حتى يتسنى لجميع أبناء الرعية القدرة على قراءة الكتاب المقدس بأنفسهم، وأصدرت ستراسبورغ، التي كانت مدينة منفصلة عن الإمبراطورية الرومانية المقدسة آنذاك، تشريعًا بهذا المعنى عام 1598.
وفي اسكتلندا، طالب نظام الإصلاح بإنشاء نظام وطني للتعليم الإلزامي. وقد ألزم قانون التعليم لعام 1496 أطفال النبلاء وأصحاب الأملاك الحرة الحضور للمدرسة، ولكن قانون إنشاء المدرسة لعام 1616 أمر كل الرعية بالعمل على إنشاء مدرسة يتولى أبناء الرعية دفع مصروفاتها. وأكد برلمان أسكتلندا على التعليم الإلزامي بإصداره قانون التعليم لعام 1633 وفرض ضريبة محلية بناءً على ملكية الأراضي لتوفير التمويل المطلوب. ومع ذلك، مثل الدعم من أغلبية أبناء الرعية حائلاً دون ثغرة التهرب من دفع الضرائب مما بشر بقرب إقرار قانون التعليم لعام 1646. وعكس الاضطراب في هذه الحقبة الزمنية أنه في عام 1661 كانت هناك عودة مؤقتة لحالة التعليم الأقل إلزامية لعام 1663. ومع ذلك في عام 1696 أعاد القانون التعليم الإلزامي الكامل في المدارس لجميع أبناء الرعية مع نظام الغرامة والمصادرة والتنفيذ الحكومي المباشر كوسيلة تُستخدم عند الضرورة.
وفي النمسا، تم إدخال التعليم الابتدائي الإلزامي عن طريق الإمبراطورة ماريا تريزا في 1774.
طبقت بروسيا نظامًا إلزاميًا حديثًا في عام 1763 وتم الاعتراف بهذا النظام على نطاق واسع وتكراره في مناطق أخرى. وطُبق هذا النظام بناءً على مرسوم صدر من فريدريك الكبير عام 1763-5 وتوسع في وقت لاحق في القرن التاسع عشر. وقد كان هذا بمثابة نموذج عملي تحتذي به الدول الأخرى لتكراره؛ وكانت اليابان هي النموذج الأبرز للتطبيق المباشر لهذا النظام في فترة حكم استعراش مييجي.
وقد طبقت بروسيا هذا النموذج وذلك بهدف تربية جنود وعبيد أكثر طاعة. وقد يكون هذا هو سبب تكراره أيضًا في الولايات المتحدة الأمريكية.

### العصر الحديث

#### الولايات المتحدة
انتشر التعليم المدرسي الإلزامي القائم على النموذج البروسي في الدول الأخرى تدريجيًا، ووصل ولاية ماساتشوستس الأمريكية في عام 1852، وامتد لينتشر في الولايات الأخرى، وفي عام 1917 كانت ميسيسيبي آخر ولاية تطبق قانون الحضور الإلزامي. وقد سنت ماساتشوستس في الأصل أول قانون للتعليم الإلزامي في المستعمرات الأمريكية في عام 1647. وفي عام 1852 مررت محكمة ماساتشوستس العامة قانونًا يلزم كل مدينة بإنشاء مدرسة ثانوية وتشغيلها. وفُرضت الغرامات على الآباء الذين لا يرسلون أبناءهم إلى المدرسة ومُنحت الحكومة حق أخذ الأطفال من والديهم وإلحاقهم بأسر أخرى إذا وجد المسئولون الحكوميون أن والديهم «غير قادرين على تعليم أطفالهم بشكل صحيح».
لم يكن التعليم الإلزامي جزءًا من المجتمع الأمريكي القديم; الذي كان يعتمد بدلاً من ذلك على المدارس الخاصة التي كانت الكنيسة تديرها والتي كانت تستوجب دفع رسوم مدرسية. ويرجع فضل انتشار الحضور الإلزامي، في ماساتشوستس في أمريكا، ولا سيما لسكان أمريكا الأصليين، يرجع إلى الجنرال ريتشارد هنري برات. استخدم برات التقنيات التي طورها الأميركيون الأصليون في أحد معسكرات أسرى الحرب في فورت ماريون، أوغسطين، فلوريدا، لإجبار الأقليات السكانية في أمريكا على الدخول في المدارس الحكومية. وكان النموذج الأولي له مدرسة كارلايل الصناعية الهندية في ولاية بنسلفانيا.

#### أوروبا
كانت إنجلترا وويلز من آواخر المناطق الأوروبية التي تبنت نظام التعليم الإلزامي، حيث مهد قانون التعليم الابتدائي لعام 1870 الطريق من خلال إنشاء مجالس المدارس لإقامة المدارس في أي أماكن ليس لديها اعتمادات كافية. وكان الحضور إلزاميًا حتى سن العاشرة في عام 1880.

## اختلاف النظام في البلدان
تعد بعض أنواع التعليم ملزمة لكل الناس في معظم البلدان، ولكنها تختلف من مكان لآخر في عدد سنوات التعليم المطلوبة. نتيجة لنمو السكان وانتشار التعليم الإلزامي، خلصت تقديرات اليونيسكو في عام 2006 أنه على مدار 30 عامًا سيتلقى المزيد من الأشخاص التعليم الرسمي أكثر من ذي قبل. يمكن للآباء في العديد من البلدان توفير التعليم لأطفالهم عن طريق التعليم المنزلي، رغم أنه يتم مراقبته عادة من حيث التزامه بالمعايير الوطنية.

### أستراليا
يتميز التعليم في أستراليا بأنه إلزامي من سن 5 حتى 17 سنة في كل ولاية وأقليم في أستراليا. ومع ذلك قد يتم التنازل عن هذه القاعدة إذا قرر الطالب العمل لدوام كامل أو مواصلة التعليم بدوام كامل في مؤسسة أخرى من هذا القبيل (مثال TAFE- التعليم التقني والتكميلي).

### كندا
التعليم إلزامي بين سن 6 إلى 16 سنة في كل مقاطعة في كندا، باستثناء أونتاريو ونيو برونزويك، حيث يبلغ سن الإلزام بهما 18. وفي بعض المقاطعات، يمكن منح إعفاءات مبكرة في ظل ظروف معينة في سن 14.

### الصين
| العمر   | التعليم                                                    | إلزامي |
| ------- | ---------------------------------------------------------- | ------ |
| 15 - 18 | المدرسة الثانوية (التعليم المتوسط) أو مدرسة التدريب المهني | لا     |
| 12-15   | المدرسة المتوسطة                                           | نعم    |
| 6-12    | المدرسة الابتدائية                                         | نعم    |

### مصر
التعليم الإلزامي في مصر من 6 سنوات حتى 14 سنة.

### فنلندا
تبدأ المدارس في فنلندا من عمر السابعة (قد تزيد أو تنقص سنة تقريبًا)، وينتهي التعليم الإلزامي بالتخرج من المدرسة الشاملة في عمر الخامسة عشرة أو السادسة عشرة أو على الأقل بعد سنوات المدرسة التسع.

### فرنسا
التعليم الإلزامي في فرنسا من سن 6 سنوات حتى 16 سنة.

### ألمانيا
في ألمانيا، يعد الحضور للمدرسة إلزاميًا من 9 - 10 سنوات (من 6 - 16) ومع ذلك فإن الوقت المحدد يختلف بين الولايات.

### هايتي
التعليم إلزامي في هايتي من 6 حتى 11، وينص دستور هايتي على أن التعليم مجاني. ومع ذلك حتى المدارس الحكومية تفرض رسومًا كبيرة. 8% من الأطفال يذهبون للمدارس الخاصة.

### هونغ كونغ
تبلغ سنوات التعليم الإلزامي في هونغ كونغ 12 سنة. تم إقرار ست سنوات في المدرسة الابتدائية وست سنوات في التعليم الثانوي في 1971 و 2009 على الترتيب.

### الهند
مرر البرلمان الهندي قانون حق الأطفال في التعليم الإلزامي والمجاني في أغسطس 2009، وأصبح التعليم مجانيًا وإلزاميًا لكل الأطفال من سن السادسة حتى الرابعة عشرة.